# Сервій Сульпіцій Руф (військовий трибун з консульською владою 388 року до н. е.)
Се́рвій Сульпі́цій Руф (лат. Servius Sulpicius Rufus; V—IV століття до н. е.) — політичний, державний і військовий діяч Римської республіки; військовий трибун з консульською владою 388, 384 і 383 років до н. е.

## Біографічні відомості
Походив з патриціанського роду Сульпіціїв. Був сином Квінта Сульпіція Камеріна Претекстата, консула 434 року до н. е. і братом Квінта Сульпіція Лонга, військового трибуна з консульською владою 390 року до н. е.

### Перша трибунська каденція
388 року до н. е. його було обрано військовим трибуном з консульською владою разом з Титом Квінкцієм Цинціннатом Капітоліном, Квінтом Сервілієм Пріском Фіденатом, Луцієм Лукрецієм Триципітіном Флавом, Луцієм Аквілієм Корвом і Луцієм Юлієм Юлом. Під час цієї каденції римські війська розбили еквів. Під час війни в Етрурії проти Тарквінії нанесли супротивнику ряд поразок та захопили міста Кортуоза і Контенебра.

### Друга трибунська каденція
384 року до н. е. його було вдруге обрано військовим трибуном з консульською владою разом з Марком Фурієм Каміллом, Гаєм Папірієм Крассом, Публієм Валерієм Потітом Публіколою, Сервієм Корнелієм Малугіненом і Титом Квінкцієм Цинціннатом Капітоліном. Ця трибунська каденція стала відомою через спроби Марка Манлія Капітоліна захопити одноосібно владу в Римі, через що відбувся судовий процес над ним і Марка Манлія скарали на смерть.

### Третя трибунська каденція
383 року до н. е. його було втретє обрано військовим трибуном з консульською владою разом з Луцієм Валерієм Публіколою, Луцієм Емілієм Мамерціном, Авлом Манлієм Капітоліном, Луцієм Лукрецієм Триципітіном Флавом і Марком Требонієм. Під час цієї каденції почались декілька повстань проти Риму, але військові дії не відбулись через голод та моровицю, які виникли в Римі.
Про подальшу долю Сервія Сульпіція відомостей не збереглося, можливо він того року помер під час моровиці.